# Turdinule à gorge noire
Turdinus atrigularis
Espèce
Statut de conservation UICN

 NT  : Quasi menacé
La Turdinule à gorge noire (Turdinus atrigularis) est une espèce de passereaux de la famille des Pellorneidae.

## Répartition
Cet oiseau vit à Bornéo (principalement en Malaisie orientale).

## Habitat
Elle habite les forêts humides tropicales et subtropicales.
Elle est menacée par la perte de son habitat.